# Ankazobe (distrikt)
Ankazobe District är ett distrikt i Madagaskar.   Det ligger i regionen Analamanga, i den centrala delen av landet, 80 km nordväst om huvudstaden Antananarivo.